# Stanisław Lanckoroński
Stanisław Lanckoroński, armoiries Zadora, né vers 1590 et mort en 1657. Staroste de Skała en 1641, châtelain de Halytch en 1646, châtelain de Kamieniec Podolski, voïvode de Bracław et grand Regimentarz de la Couronne en 1649, voïvode de Ruthène en 1652, hetman de la Couronne de 1654 au 19 février 1657.

## Mariage et descendance
Marié à Anna Sienieńska, qui lui donne pour enfants: 
- Hieronim Lanckoroński
- Przecław Lanckoroński
- Franciszek Stanisław Lanckoroński
- Jan Lanckoroński
- Zbigniew Lanckoroński (en)
- Mikołaj Lanckoroński
- Marcin Lanckoroński
- Joanna Lanckorońska

## Sources
- (pl) Cet article est partiellement ou en totalité issu de l’article de Wikipédia en polonais intitulé « Stanisław Lanckoroński (hetman) » (voir la liste des auteurs).